# Fluorid gallitý
Fluorid gallitý je sloučenina s chemickým vzorcem GaF3. Je to bílý prášek s teplotou tání nad 1000 °C, sublimuje už při 950 °C. Má krystalovou strukturou FeF3, atomy gallia mají oktaedrickou koordinaci.

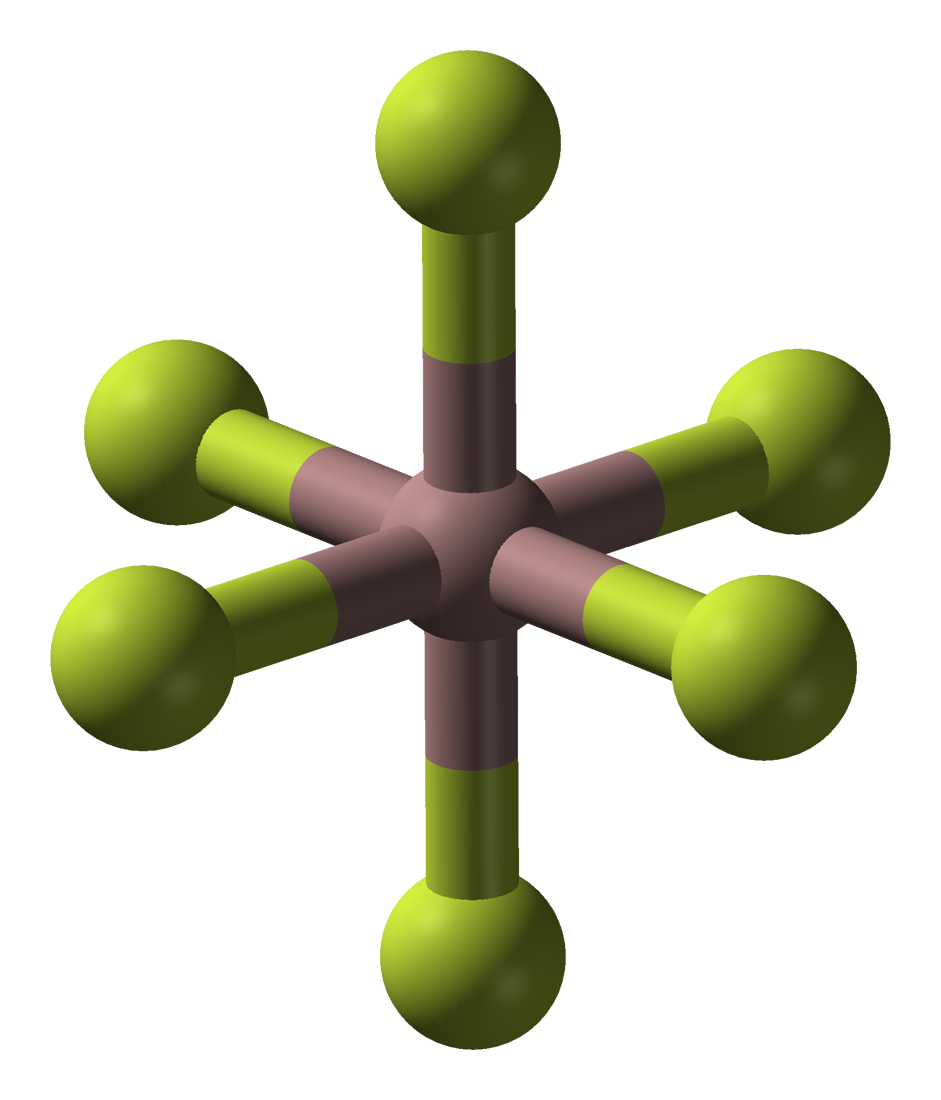
Koordinační okolí gallia v krystalu fluoridu gallitého

Lze jej připravit reakcí fluoru nebo fluorovodíku s oxidem gallitým, příp. termickým rozkladem (NH3)4GaF6.
6 F2 + 2 Ga2O3 → 4 GaF3 + 3 O2